# Suðurey (ö i Island, lat 65,07, long -22,46)
Suðurey är en ö i republiken Island. Den ligger i den västra delen av landet, 110 km norr om huvudstaden Reykjavík.
Inlandsklimat råder i trakten. Årsmedeltemperaturen i trakten är 0 °C. Den varmaste månaden är juli, då medeltemperaturen är 10 °C, och den kallaste är mars, med −4 °C.